# Sant Romà de Massivert
Sant Romà de Massivert és una església romànica del municipi del Pont de Suert. Pertanyia al poble abandonat de Massivert, de l'antic terme de Malpàs. És un monument protegit com a bé cultural d'interès local.

## Descripció
Es tracta d'un edifici d'una sola nau coberta amb volta de canó, i capçada a llevant per un absis semicircular, amb volta de quart d'esfera que s'obre directament a la nau. L'absis té una finestra de doble esqueixada i arc de mig punt monolític. La porta d'entrada, situada a la façana de ponent, és feta amb dovelles de pedra tosca, al damunt hi ha un ull de bou. El campanar de cadireta, de dos ulls, amb coberta a doble vessant corona la façana. Per la rusticitat de l'aparell i la tipologia de la finestra absidial, podria tractar-se d'un edifici adscrit a les fórmules pròpies del segle xi que no presenten decoració llombarda. L'església ha patit modificacions posteriors.

## Història
L'església de Sant Romà és emplaçada dins el nucli abandonat de Massivert, situat a 1.323 m d'altitud, aigua avall i a l'esquerra del barranc d'Erta. El lloc de Massivert s'esmenta en el cantoral de Santa Maria de Lavaix a inicis del segle x. De l'església de "Sancti Romanode Mansiverto" hi ha constància a la darreria del segle xii, quan és esmentada en l'inventari d'esglésies pertanyents a la mensa del monestir de Lavaix com a sufragània de la de Sant Bartomeu d'Erta. El monestir va gaudir del domini de Massivert fins a la fi de l'antic règim.